# My Fault: London
My Fault: London är en brittisk romantisk dramafilm som hade premiär på Prime Video den 13 februari 2025. Filmen är regisserad av Charlotte Fassler och Dani Girdwood efter ett manus skrivet av Melissa Osborne. Filmen är en brittisk version av den spanska filmen Culpa mía.

## Handling
Filmen handlar om Noahs mamma, Ella, som blir förälskad i den förmögne William. De flyttar från USA till London för att bo hos honom. Där möter Noah sin nya styvbror Nick, och en stark attraktion uppstår.

## Rollista (i urval)
- Asha Banks – Noah
- Matthew Broome – Nick
- Ray Fearon – William
- Eve Macklin – Ella
- Enva Lewis – Jenna
- Jason Flemyng – Travis